# Antoni Grochowalski
Antoni Grochowalski (ur. 5 maja 1939 w Chomiąży Szlacheckiej k. Żnina) – polski muzyk, pedagog, dyrygent, profesor Akademii Muzycznej w Poznaniu.
Wpływ na wybór przezeń drogi życiowej mieli muzykalni rodzice, a rozwój naukowy i artystyczny zawdzięcza wujowi, ks. kard. Bolesławowi Filipiakowi, dziekanowi Najwyższego Trybunału Sądowego Roty Rzymskiej w Rzymie.
Po ukończeniu studiów w Akademii Muzycznej (1965) uzyskał stopnie dr. UAM (1977), prof. (1989) i profesora zwyczajnego (1995). Pracował w I LO im. K. Marcinkowskiego (1967-1977) i na UAM (1969-1978). Od 1978 związany z Akademią Muzyczną im. Ignacego Jana Paderewskiego w Poznaniu, pełnił funkcję kierownika Katedry Wydziału Wychowania Muzycznego (od 1984) i dziekana wydziału (od 1984-2012). Był dyrygentem chóru Wydziału Dyrygentury Chóralnej, Edukacji Muzycznej i Muzyki Kościelnej (1995-2012).
Jego żona Barbara jest pracownikiem UAM, mają jedną córkę - Joanna Grochowalska.